# توبابا مارايرينغا
نادي توبابا مارايرينغا لكرة القدم (بالإنجليزية: Tupapa Maraerenga Football Club) أو اختصاراً توبابا هو نادِ كرة قدم من جزر كوك. ينافس حالياً في دوري جزر كوك لكرة القدم.